# Prirodoslovni muzej u Chongqingu
Prirodoslovni muzej u Chongqingu (kin. 重庆自然博物馆) je prirodoslovni muzej je osnovan 1944. godine kao Akademije znanosti zapadne Kine, a sadašnje ime je dobio 1981. godine. Stara zgrada muzeja se nalazi u distriktu Beibei, a nova zgrada, koja je izgrađena od 2013. do 9. studenog 2015. god., nalazi se u distriktu Yuzhong.Muzej na jugu Chongqinga ima zbirku od oko 70.000 paleontoloških primjeraka, minerala, životinja, biljaka i predmeta iz kamenog doba, od kojih su preko 100 predmeta vrlo rijetki. Muzej ima šest velikih izložbenih dvorana površine od 14,4 ha. Kolekcija ima nekoliko stalnih postavki: Fosili dinosaura iz Sečuana, Beskralježnjaci Sečuana, Prikaz biološke evolucije i Prikaz fosila dinosaura iz inozemstva, itd.
Prirodoslovni muzej u Chongqingu je jedan od najposjećenijih muzeja u Kini, te je 2018. god. zabilježio 2.240.000 posjetitelja.

## Kolekcija
U muzeju se nalazi niz skeleta dinosaura koji su otkriveni u pokrajini Sečuan. Većina fosila otkrivena je oko grada Zigonga 1970-ih. Najimpresivniji eksponati u Prirodoslovnom muzeju Chongqinga su skeleti stegosaura Tuojianga i dinosaura Omeisaurus Zigongensis. Među rijetkim izlošcima su najraniji primitivni fosili sisavaca na svijetu, te najraniji fosili drevnih kornjača iz mezozoika.

## Vanjske poveznice
|  | Zajednički poslužitelj ima još gradiva o temi Prirodoslovni muzej u Chongqingu |

- Službene stranice muzeja (kin.) (engl.)